# 鴻池学園高等専修学校
鴻池学園高等専修学校（こうのいけがくえんこうとうせんしゅうがっこう）は、大阪府東大阪市西鴻池町一丁目にある共学の私立専修学校。学校法人鴻池学院が運営する。
ファッションコース・福祉社会コースの高等課程を設置する専修学校（高等専修学校）である。徳風高等学校（三重県）と技能連携をおこない、卒業時には専修学校卒業資格と高等学校卒業資格を同時に得られる。

## 沿革
- 1949年 - 鴻池洋裁女学校として開校。
- 1954年 - 鴻池服装女子専門学校と改称。
- 1956年 - 鴻池文化服装学院と改称。
- 1976年 - 専修学校となり鴻池服装女子専門学校と改称。
- 1977年 - 大阪府立桃谷高等学校と技能連携。
- 1979年 - PL学園高等学校と技能連携。
- 1981年 - 鴻池学園家政専門学校と改称。
- 1993年 - 鴻池学園家政高等専修学校と改称。
- 1998年 - 鴻池学園高等専修学校と改称。
- 2005年 - 徳風高等学校と技能連携。

## 交通
- 片町線（学研都市線） 鴻池新田駅